# Fred Dembi
Fred José Dembi (Pointe-Noire, 21 febbraio 1995) è un calciatore congolese (Repubblica del Congo), centrocampista dell'Hassania Agadir e della nazionale congolese.

## Carriera

### Club
Ha giocato tra la seconda e la quinta divisione francese.

### Nazionale
L'8 giugno 2022 ha esordito con la nazionale congolese, disputando l'incontro vinto 1-0 contro il Gambia, valido per le qualificazioni alla Coppa d'Africa 2023.

## Statistiche

### Presenze e reti nei club
Statistiche aggiornate al 23 marzo 2023.
| Stagione              | Squadra               | Campionato            | Campionato | Campionato | Coppe nazionali | Coppe nazionali | Coppe nazionali | Coppe continentali | Coppe continentali | Coppe continentali | Altre coppe | Altre coppe | Altre coppe | Totale | Totale |
| Stagione              | Squadra               | Comp                  | Pres       | Reti       | Comp            | Pres            | Reti            | Comp               | Pres               | Reti               | Comp        | Pres        | Reti        | Pres   | Reti   |
| --------------------- | --------------------- | --------------------- | ---------- | ---------- | --------------- | --------------- | --------------- | ------------------ | ------------------ | ------------------ | ----------- | ----------- | ----------- | ------ | ------ |
| 2014-2015             | Quevilly-Rouen 2      | CFA2                  | 19         | 2          |                 | -               | -               |                    | -                  | -                  |             | -           | -           | 19     | 2      |
| 2013-2014             | Quevilly-Rouen        | CFA                   | 1          | 0          |                 | -               | -               |                    | -                  | -                  |             | -           | -           | 1      | 0      |
| 2014-2015             | Quevilly-Rouen        | CFA                   | 4          | 0          | CF              | 0               | 0               |                    | -                  | -                  |             | -           | -           | 4      | 0      |
| Totale Quevilly-Rouen | Totale Quevilly-Rouen | Totale Quevilly-Rouen | 5          | 0          |                 | 0               | 0               |                    | -                  | -                  |             | -           | -           | 5      | 0      |
| 2015-2016             | Le Havre 2            | CFA2                  | 20         | 1          |                 | -               | -               |                    | -                  | -                  |             | -           | -           | 20     | 1      |
| 2016-2017             | Avranches 2           | CFA2                  | 4          | 1          |                 | -               | -               |                    | -                  | -                  |             | -           | -           | 4      | 1      |
| 2018-2019             | Rouen                 | N3                    | 21         | 3          |                 | -               | -               |                    | -                  | -                  |             | -           | -           | 21     | 3      |
| 2019-2020             | Rouen                 | N2                    | 16         | 1          | CF              | 3               | 1               |                    | -                  | -                  |             | -           | -           | 19     | 1      |
| Totale Rouen          | Totale Rouen          | Totale Rouen          | 37         | 4          |                 | 3               | 1               |                    | -                  | -                  |             | -           | -           | 40     | 5      |
| 2020-2021             | SO Cholet             | N                     | 25         | 0          |                 | -               | -               |                    | -                  | -                  |             | -           | -           | 25     | 0      |
| 2021-2022             | Orléans 2             | N3                    | 1          | 0          |                 | -               | -               |                    | -                  | -                  |             | -           | -           | 1      | 0      |
| 2021-2022             | Orléans               | N                     | 29         | 1          | CF              | 1               | 0               |                    | -                  | -                  |             | -           | -           | 30     | 1      |
| 2022-2023             | Red Star              | N                     | 21         | 1          | CF              | 0               | 0               |                    | -                  | -                  |             | -           | -           | 21     | 1      |
| Totale carriera       | Totale carriera       | Totale carriera       | 161        | 10         |                 | 4               | 1               |                    | -                  | -                  |             | -           | -           | 165    | 11     |

### Cronologia presenze e reti in nazionale
| Cronologia completa delle presenze e delle reti in nazionale ― Rep. del Congo | Cronologia completa delle presenze e delle reti in nazionale ― Rep. del Congo | Cronologia completa delle presenze e delle reti in nazionale ― Rep. del Congo | Cronologia completa delle presenze e delle reti in nazionale ― Rep. del Congo | Cronologia completa delle presenze e delle reti in nazionale ― Rep. del Congo | Cronologia completa delle presenze e delle reti in nazionale ― Rep. del Congo | Cronologia completa delle presenze e delle reti in nazionale ― Rep. del Congo | Cronologia completa delle presenze e delle reti in nazionale ― Rep. del Congo |
| Data                                                                          | Città                                                                         | In casa                                                                       | Risultato                                                                     | Ospiti                                                                        | Competizione                                                                  | Reti                                                                          | Note                                                                          |
| ----------------------------------------------------------------------------- | ----------------------------------------------------------------------------- | ----------------------------------------------------------------------------- | ----------------------------------------------------------------------------- | ----------------------------------------------------------------------------- | ----------------------------------------------------------------------------- | ----------------------------------------------------------------------------- | ----------------------------------------------------------------------------- |
| 8-6-2022                                                                      | Brazzaville                                                                   | Rep. del Congo                                                                | 1 – 0                                                                         | Gambia                                                                        | Qual. Coppa d'Africa 2023                                                     | -                                                                             |                                                                               |
| 24-9-2022                                                                     | Mohammedia                                                                    | Rep. del Congo                                                                | 3 – 3                                                                         | Madagascar                                                                    | Amichevole                                                                    | 1                                                                             | 64’                                                                           |
| 23-3-2023                                                                     | Brazzaville                                                                   | Rep. del Congo                                                                | 1 – 2                                                                         | Sudan del Sud                                                                 | Qual. Coppa d'Africa 2023                                                     | -                                                                             |                                                                               |
| 27-3-2023                                                                     | Dar es Salaam                                                                 | Sudan del Sud                                                                 | 0 – 1                                                                         | Rep. del Congo                                                                | Qual. Coppa d'Africa 2023                                                     | -                                                                             |                                                                               |
| 10-9-2023                                                                     | Marrakech                                                                     | Gambia                                                                        | 2 – 2                                                                         | Rep. del Congo                                                                | Qual. Coppa d'Africa 2023                                                     | -                                                                             |                                                                               |
| 17-11-2023                                                                    | Ndola                                                                         | Zambia                                                                        | 4 – 2                                                                         | Rep. del Congo                                                                | Amichevole                                                                    | -                                                                             |                                                                               |
| 25-3-2024                                                                     | Chambly                                                                       | Gabon                                                                         | 1 – 1                                                                         | Rep. del Congo                                                                | Amichevole                                                                    | -                                                                             | 57’                                                                           |
| 11-6-2024                                                                     | Agadir                                                                        | Marocco                                                                       | 6 – 0                                                                         | Rep. del Congo                                                                | Qual. Mondiali 2026                                                           | -                                                                             |                                                                               |
| 5-9-2024                                                                      | Brazzaville                                                                   | Rep. del Congo                                                                | 1 – 0                                                                         | Sudan del Sud                                                                 | Qual. Coppa d'Africa 2025                                                     | -                                                                             | 67’ 68’                                                                       |
| 9-9-2024                                                                      | Kampala                                                                       | Uganda                                                                        | 2 – 0                                                                         | Rep. del Congo                                                                | Qual. Coppa d'Africa 2025                                                     | -                                                                             | 82’                                                                           |
| 14-11-2024                                                                    | Juba                                                                          | Sudan del Sud                                                                 | 3 – 2                                                                         | Rep. del Congo                                                                | Qual. Coppa d'Africa 2025                                                     | -                                                                             |                                                                               |
| 19-11-2024                                                                    | Brazzaville                                                                   | Rep. del Congo                                                                | 0 – 1                                                                         | Uganda                                                                        | Qual. Coppa d'Africa 2025                                                     | -                                                                             | 62’                                                                           |
| Totale                                                                        |                                                                               | Presenze                                                                      | 12                                                                            |                                                                               | Reti                                                                          | 1                                                                             |                                                                               |

## Palmarès

### Club

#### Competizioni nazionali
- Championnat National 3: 1

Rouen: 2018-2019 (gruppo J)
- Championnat National: 1

Red Star: 2023-2024